# Зеинаб Бадави
Зеинаб Бадави (арап. زينب بدوي; рођена 24. новембра 1959) је суданско-британска телевизијска и радио новинарка. Она је била прва водитељ на ИТВ Јутарњи Дневник (касније познат као ИТВ Новости у 5:30),  и цо-презентирани Канал 4 Новости са Јон Снов од 1989. до 1998. године), пре уласка ББЦ Новости. Бадави је била водитељка емисије Глобалне Новости Данас на ББЦ-у Фоур и ББЦ Ворлд Невс, и Репортерима, недељном излогу ББЦ-ја.

## Биографија и образовање
Бадави је рођена у Судану и живи у Британији од своје друге године. Њен прадеда, шеик Бабикер Бадри, борио се против Киченерових британских снага у бици код Омдурмана 1898. године и увео образовање жена у Судану. Бадавијев отац био је уредник новина у Судану које су се залагале за друштвене реформе и када се породица преселила у Велику Британију, придружио се Арапској служби ББЦ-а.  Бадави говори арапски, али не течно. 
Образовала се у средњој школи за девојчице Хорнсеи у северном Лондону, прије него што је студирала Филозофију, политику и економију (ППЕ) на колеџу Ст. Хилда у Оксфорду. У Оксфорду, Бадави је била члан Удружења за Емитовање Вести Универзитета у Оксфорду.  Године 1988. она се вратила у Лондон да наставе једногодишњи мастер у Школи за оријенталне и Афричке науке (СОАС), Универзитета у Лондону, у Политици и Антропологију Блиског истока, где је дипломирала са почастима 1989.

## Новинарство и награде
По завршетку Универзитета у Оксфорду, Бадави је била истраживач и новинарски репортер за Јокшир ТВ од 1982. до 1986. Након периода у ББЦ-у у Манчестеру, придружила се Каналу 4 Вести 1988.  Бадави је представила Вести Канала 4 од 1989. до 1998. када се придружила ББЦ-у. 
На ББЦ-у, Бадави је пет година радила као водитељ и репортер за Вестминстер политичке програме директног преноса. Такође је радила на ББЦ радију као редовни водитељ Свет Вечерас на Радиу 4 и ББЦ Сат Вести. 
У 2005, Бадави је постала нови водитељ Света на ББЦ Фоур, први британски дневни дневник вести посвећеним међународним вестима. У мају 2007. програм је преименован у Светске Новости Данас и приказан је на ББЦ каналу. 
Она је редовни водитељ ББЦ интервју програма Тешке приче. У ексклузивном интервјуу у мају 2009. године, Бадави је интервјуисала председника Судана Омар Ал-Башир, првог шефа државе који је служио за ратне злочине. 
У новембру 2009. године, Бадави је проглашена Међународном ТВ личности године на Годишњим Наградама за Медије, међународним наградама за изврсност медија у организацији Удружења за међународно емитовање. 
Од 2010. године, поред своје презентације на ББЦ Новости, Бадави је представила ББЦ Канал Новости и ББЦ Новости у Пет. 
Бадави је награђена почасним докторатом Школе оријенталних и афричких студија (СОАС) као признање за своја достигнућа у новинарству 21. јула 2011.
У мају 2014. године преселила се у Јоханезбург, и представила је Јужноафричке изборе на ББЦ новости и ББЦ канал новости. 
Дуги низ година,  Бадави је водила годишњу дискусију кандидата номинованих за Нобелову награду у оквиру Нобелове свечаности у Стокхолму, у Шведској. Програм је приказан на шведској телевизији. 
У августу 2018. године добила је председничку медаљу Британске академије „за допринос међународном политичком новинарству“. 

## Јавне позиције
Бадави је била саветник Центра за Спољну политику и члан Већа Института за прекоморски развој. 
Од 2014. године председава Краљевским афричким друштвом (РАС)
Она је повереник Националне галерије портрета (од 2004. године) и Британског савета.
У јуну 2011. године најављено је њено именовање у саветодавном одбору Факултета друштвених наука.
Бадави је оснивач и председник Афричког фонда за медицинско партнерство (АфриМед), хуманитарне организације која има за циљ помоћ локалним медицинским професионалцима у Африци.